# 羊肉爐

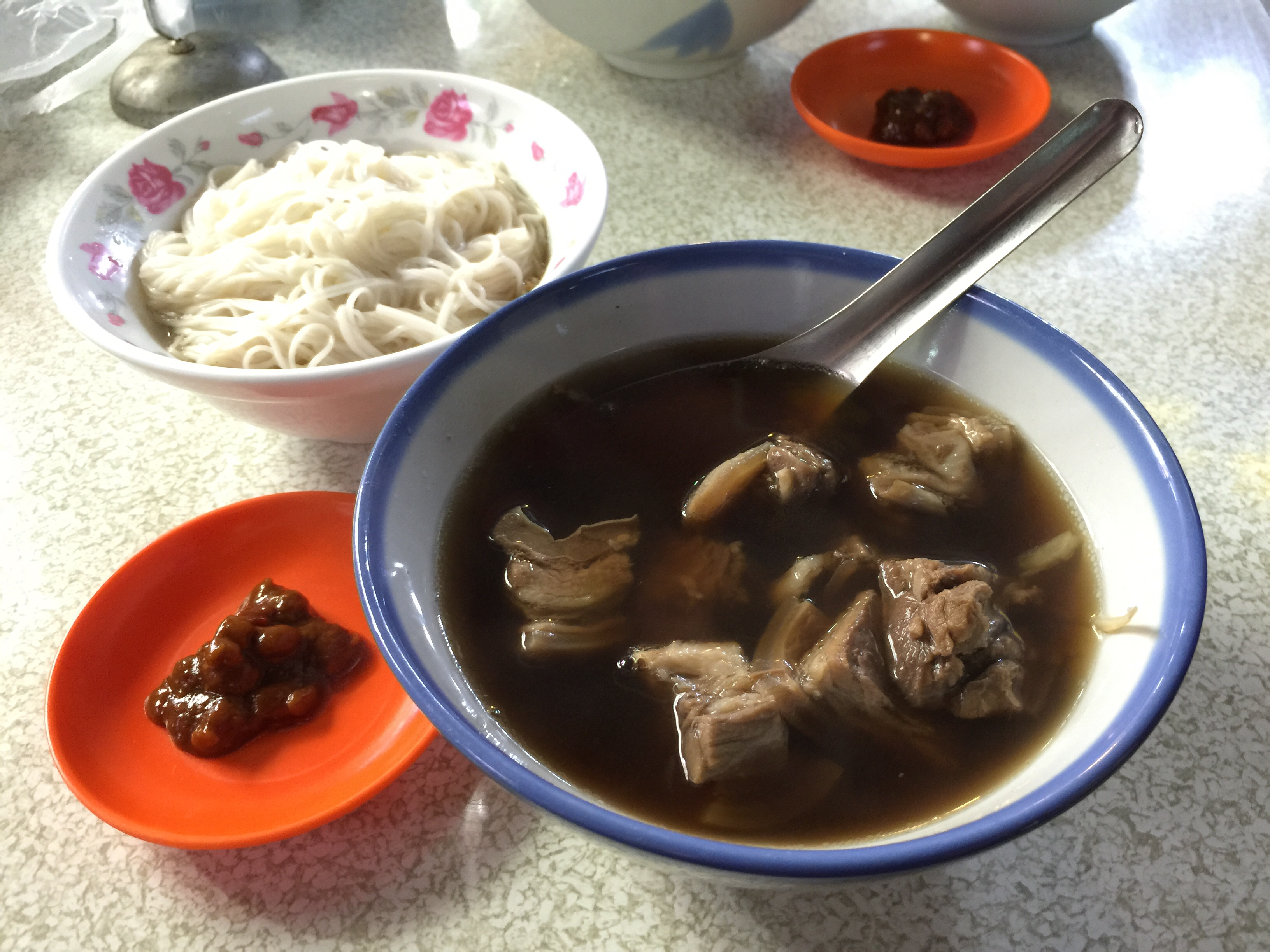
岡山羊肉爐

羊肉爐是臺灣自1970年代流行至今的羊肉火鍋，興盛於岡山及溪湖。 火鍋料常見炸豆皮、高麗菜等，副食常配上拌麻油麵線，沾醬常見為豆瓣醬、豆腐乳或兩者相混的特調醬汁。
羊肉爐常見於冬令進補。

## 由來
羊肉爐源自台灣南部。名產地岡山與溪湖從日治時期開始，就有流動攤販販售羊肉料理，但沒有羊肉爐，僅有羊肉湯、羊肉羹、羊肉麵線、炒羊肉等。直到1970年代以後，兩地才開始風行羊肉爐形式的料理。

## 名產地

### 岡山羊肉爐
特色為羊肉帶皮烹煮特製，沾醬更以當地有名的豆瓣醬調製。 湯頭多為紅燒。

### 溪湖羊肉爐
特色為羊肉不帶骨切成薄片，以羊大骨、川芎、當歸、枸杞加上整塊薑母混合烹煮。 湯頭多為清燉。